# 夕刊和歌山時事事件
夕刊和歌山時事事件（ゆうかんわかやまじじじけん）とは名誉毀損罪を巡る刑事裁判。

## 内容
和歌山県の経営者Xが経営する特ダネ新聞社が編集・発行する旬刊の新聞「特だね新聞」（1954年創刊）はゴシップを取り上げ、一個人に対する攻撃的な記事を載せる新聞であった。特だね新聞では通常求められる程度の調査をせずに事実と異なる誹謗記事を載せていた。一方、和歌山県で「夕刊和歌山時事」を編集・発行する「和歌山時事新聞社」の経営者Yは「特だね新聞」の姿勢を問題とし和歌山時事新聞紙上において「特だね新聞」を批判する記事を載せ、それに対し、特だね新聞側も紙上において和歌山時事新聞社を非難する展開となった。そののちYは「特だね新聞」に対して「街のダニXの罪状」または「吸血鬼Xの罪業」と題する記事を自ら執筆し、7回にわたって連載した。
その後、Yは名誉毀損罪で起訴された。
1966年4月16日に和歌山地裁は名誉毀損罪について、公益性・公共性・真実性について判断された。「特だね新聞」が悪徳新聞の一面を持ち、「特だね新聞」の悪徳性に対する批判活動として公益性を認めた。次に問題の記事はX本人の行為と明示していないが、その前後の記事からX本人またはXの指示に基づく「特だね新聞」記者の行為として書かれていることは明白であるとした上で、「特だね新聞」記者の「（市役所土木部長に対する）出すものを出せば云々」発言（A事実）と「（上層のある主幹に対する）魚心あれば水心云々」発言（B事実）については「未だ公訴の提起されていない人の犯罪行為に関する事実」とは言い難いとしながらも、「これに準じて公共の利害に関する事実に係るものと認めるのが相当」として公共性を認めた。そして、A事実については「Xが和歌山市監理課を訪れて課長に知事後援会長の水路埋立の件を問い合わせ、同じころ「特だね新聞」記者が同じ問題について同所を訪れた事実が認められ、これがA事実と一応関連すると推認されるが、その中核部分である暴言内容について認定するに足る証拠はない」、B事実については「「特だね新聞」記者が和歌山市公園課長の親族所有の土地売買問題について公園課を訪ねた際に、この件に抗議する課長に「席を変えて話をしよう」と持ちかけた事実が認められるが、この事実とB事実には日時に約2年半の開きがあり、その場所や行為の相手方に著しい違いがあり、特に話の内容は単に「席を変えて話す」という点が類似するだけで、その他の脅迫的言動の程度などはB事実と同一性がほとんど認められない」としてA事実・B事実を真実性を否定した。真実相当性については、A事実・B事実を執筆した際に「夕刊和歌山時事」の編集長その他記者らが取材したメモ類や口頭報告で提供されたものがあったが、A事実については極めて根拠薄弱な伝聞によって得られた情報に過ぎず、B事実は「編集長が和歌山市公園課長に直接取材した情報をメモとしてYに提供したと思われるが、その情報とYが現実に記事にしたB事実とは同一性を欠き、Yは資料の事実的判断と価値判断を過失によって誤ったとして、真実相当性を否定した。また刑法第35条に規定した正当行為については「新聞が社会の公器として社会的使命を帯び、報道と言う正当な業務を持ち、Yの批判活動もその一環をなすが、A事実・B事実についての根拠は薄弱である」として正当行為を否定した。以上の認定により、Yに対して罰金3000円が有罪判決として言い渡された。
Yは「検察官の主張通りに伝聞証拠を排除した一審決定は法令違反」「一審判決で検討された真実性あるいは真実相当性を認めるべき」として控訴した。1966年10月7日に大阪高裁は「伝聞証拠の制限に関する規定を適用する場合に真実の立証性する証拠について、特に被告人側に伝聞証拠の適用を緩和し、伝聞証拠を許すと解釈すべき理由はない」「一審で取り調べられた全証拠を詳細に検討しても、A事実・B事実について真実の証明があったとは認められない」「真実相当性の論理は採用できず、真実性の証明がない以上はYが真実と誤信していたとしても故意を阻却せず名誉毀損罪は免れない」として控訴を棄却した。Yは上告した。
1969年6月25日に最高裁は真実相当性の論理を採用することを認め、記事内容は真実性の側面については証拠排除された部分は伝聞証拠といえるが、真実相当性の部分までは伝聞証拠とはいえず、法令解釈を誤り審理不尽に陥っていたとして、Yが記事内容を真実と誤信したことについて審理するために地裁判決と控訴審判決を破棄して和歌山地裁に差し戻す判決を言い渡した。この最高裁判決は「事実が真実であると証明できない以上、罪は免れない」とした1959年5月7日の最高裁第一小法廷の判例を変更したものである。

## 関連書籍
- 山田隆司「名誉毀損」（岩波新書）
- 高橋和之・長谷部恭男・石川健治「憲法判例百選Ⅰ 第5版」（有斐閣）